# 向心力

等速円運動している単純な例。ボールは回転軸にロープで縛られ、円軌道を一定の角速度で反時計回りに回っている。ボールの速度は軌道の接線方向のベクトルであり、向心力によって常にその方向が変化している。向心力は張っている状態にあるロープによって生み出されている。

向心力（こうしんりょく、Centripetal force）または求心力（きゅうしんりょく）は物体を曲線軌道で動かすための力のこと。その方向は常に物体の速度とは垂直方向（経路の瞬間的な接触円の中心）を向いている。

## 公式
質量{\displaystyle m}、速度{\displaystyle v}で曲率半径{\displaystyle r}の円の経路に沿って運動する物体の向心力の大きさは
{\displaystyle F={\frac {mv^{2}}{r}}}
である。
力の方向は、円運動の場合には物体が運動している円の中心を向いている。運動経路が円ではない場合には、部分的な経路に最も一致する接触円の中心を向いている。
この力は円の中心についての物体の角速度{\displaystyle \omega }を用いた項で{\displaystyle v=r\omega }より書き直すことができる。
{\displaystyle F=mr\omega ^{2}}

## 向心力の源
惑星のまわりの軌道にある衛星では、向心力は衛星と惑星間の重力によって与えられる。重力は双方の物体にそれぞれ働き、その向きは二つの物体の重心を向いている。円軌道の運動では、この重力の中心は円軌道の中心である。円軌道でない場合や弧の場合には、経路に対して垂直な重力成分のみが向心力となる。残りの重力成分は衛星の速度を加速または減速させる働きを担う。
一方、アイザック・ニュートンの著書を含む一部の文献では、重力の全てが向心力であると説明されている。これは軌道が円ではない場合には厳密には正しくない。前述の公式はこのような場合には適用することができない。
ロープの先端につけて鉛直な軸に沿って回転させた物体では、ロープの張力の水平成分が向心力となり、回転軸に向けて働く。自転する物体では、内部の引張応力が向心力となり、物体の全部分が一緒に円運動している。